# Ferrari 612 Scaglietti
Ферари 612 Scaglietti (произнася се „скалиети“) е GT автомобил, произвеждан от Ферари от 2004 г. Той представлява голямо фастбек купе с 2+2 места. 612 е създадено като наследник на по-компактния си предшественик 456 M. По-големите му размери го правят наистина удобен автомобил за четирима души, като мястото на задните седалки е достатъчно просторно за удобното пътуване на възрастни хора.